# Charles Rigoulot
Pour les articles homonymes, voir Rigoulot.
Charles Rigoulot, né le 3 novembre 1903 au Vésinet et mort le 22 août 1962 à Paris, est un champion olympique d'haltérophilie et pilote automobile français.

## Biographie

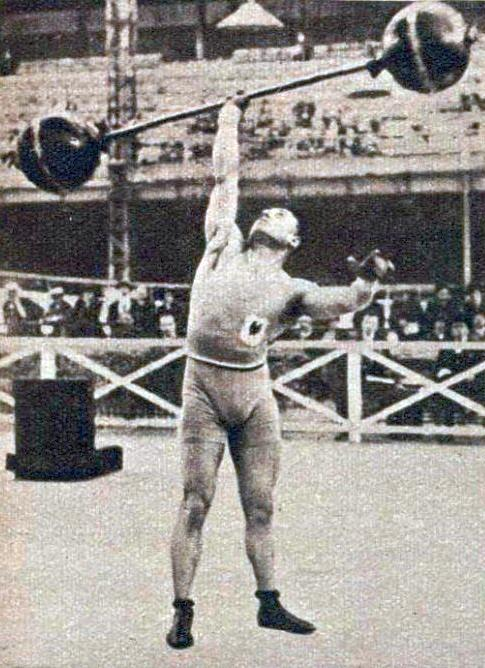
Charles Rigoulot champion olympique d'haltérophilie 1924 des poids mi-lourds.

Charles Rigoulot est le benjamin d'une fratrie de huit enfants dont le père est boucher (63 boulevard Carnot au Vésinet, Seine-et-Oise, en France). Il devient l'« homme le plus fort du Monde » en 1925, « titre » mis en jeu lors de sa première rencontre face à Cadine. Il est licencié au Pons Amical Club, au Club Athlétique des Gobelins et enfin au Stade français ; son entraîneur est Jean Dame, un futur président de la Fédération française d'haltérophilie.
Il commence sa carrière sportive par l'athlétisme, sur 100 mètres.
Il remporte aux Jeux olympiques de 1924, se tenant à Paris, la médaille d'or olympique d'haltérophilie en mi-lourds.
Le 6 octobre 1925, à l'âge de vingt-deux ans, il bat son compatriote Ernest Cadine, le champion olympique d'haltérophilie catégorie mi-lourds de 1920, au Cirque d'Hiver à Paris, à la demande de l'ex-champion en titre, ne digérant pas la perte de son titre face à ce jeune « blanc-bec » (un film consacré à Rigoulot restituera pleinement cet affrontement de « gladiateurs » sur grand écran). Durant plus de deux heures et demie, les deux sportifs se mesurèrent en dix mouvements. Rigoulot en sort vainqueur de justesse. Une revanche a lieu quelques mois plus tard, le 9 janvier 1926 au vélodrome d'hiver. Le Français - passé professionnel entre-temps - en sort cette fois vainqueur sans contestation. Il affronte par la suite le Luxembourgeois de 147 kg Alfred Alzin au vélodrome Jean-Bouin de Marseille, à la fin de l'année 1926 et remporte le match. Il parcourt alors la France entière et même l'Europe durant près de cinq ans, en quête perpétuelle de records.

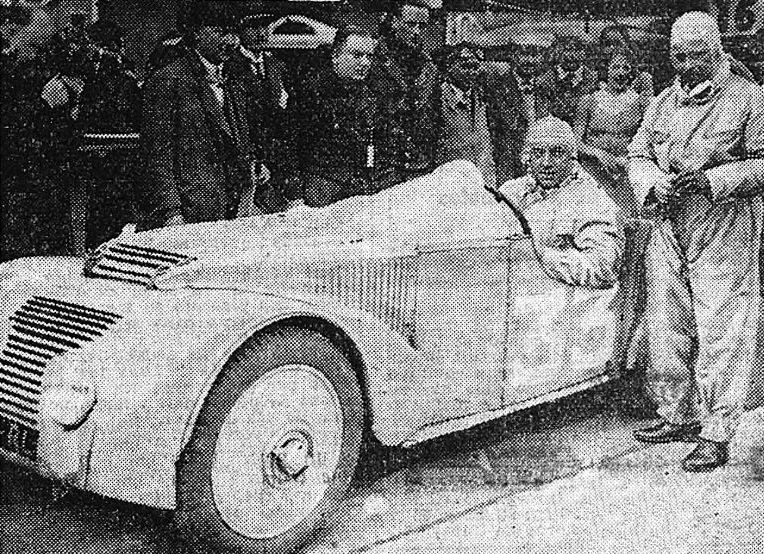
Charles Rigoulot, vainqueur du Bol d'or 1937.

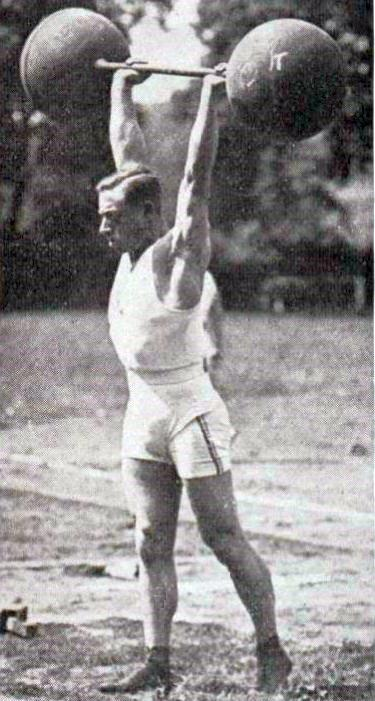
Charles Rigoulot en 1925 à l'arraché.

Le 4 mai 1931, lors d'une compétition à la salle Wagram, il se blesse gravement en tentant de battre le record du monde de l'épaulé-jeté à 185 kg (qu'il avait pourtant déjà réussi à jeter officieusement). Il met alors fin à sa carrière, pour rebondir ensuite dans le catch et la compétition automobile.
Il affronte ainsi entre autres en janvier 1934 le champion olympique français de lutte 1924 Henri Deglane (également champion du monde de catch), toujours devant de très grandes foules, avant de devenir promoteur de réunions.
Il est aussi un homme de spectacle, tour à tour chanteur, acteur de théâtre, puis brillant dans des numéros de main à main avec sa jeune épouse Magda Roche, gymnaste, et enfin acteur de cinéma. Sa fille Dany Rigoulot sera championne de France de patinage artistique après la guerre, avant son entrée au cabaret parisien le Lido.
Charles Rigoulot est en fait le chef de file d'une école française d'haltérophilie d'entre-deux-guerres, animée par l'entraîneur Chaput.
Durant le conflit mondial, il est fait prisonnier de guerre en Allemagne, ayant été capturé dans sa voiture militaire face à l'ennemi car il avait reçu l'ordre de rester à l'intérieur. Il est ainsi envoyé au camp de Stargard, Stalag II-D (actuellement Stargard Szczeciński, en Poméranie, Pologne). Il y est affecté aux cuisines, puis aux travaux des champs. Un de ses camarades de captivité, Christian Thébault, raconte qu'il avait tordu de ses mains les barreaux de la fenêtre pour permettre une évasion. Le groupe avait malheureusement été repris le lendemain. Il revient en France par la gare de Compiègne le 6 mars 1943, après avoir passé quatre mois et demi à l'infirmerie de son Stalag et repris alors une dizaine de kilos. Il reprend le catch en 1944.

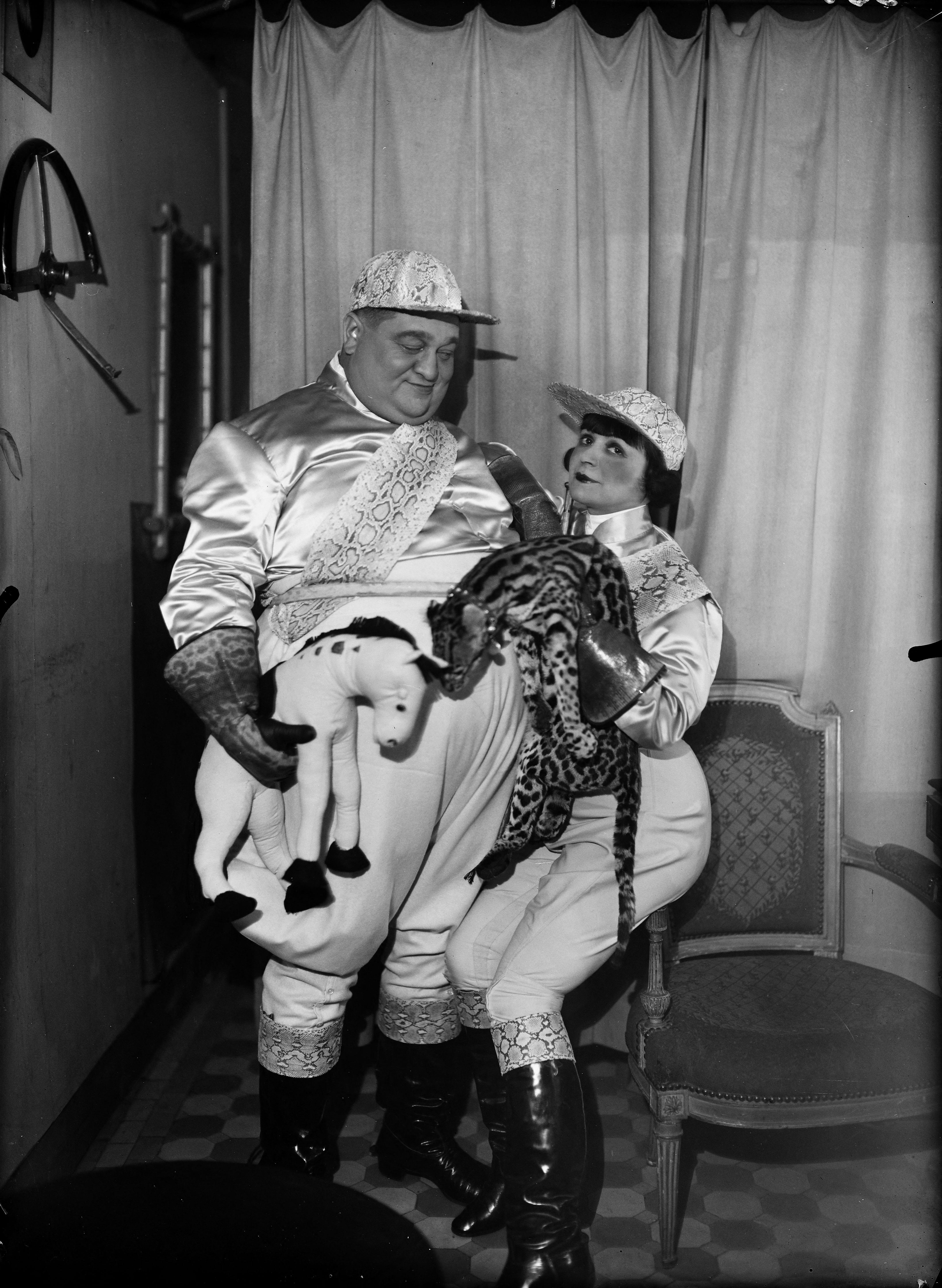
Charles Rigoulot et l'actrice Maud Loty.

En 1953, il entre comme directeur sportif chez Cognac-Ricard.
Il meurt d'un cancer le 22 août 1962 à Paris. Il est inhumé dans le cimetière Sud de Saint-Mandé dépendant de la commune mais situé dans le 12e arrondissement de Paris.

### Hommages
Le 28 avril 1964, le conseil municipal de Paris a donné le nom de Charles-Rigoulot au gymnase municipal et au stade de la porte Brancion. Le stade municipal d'haltérophilie d'Orléans porte également son nom.
Il est évoqué dans le 149e des 480 souvenirs cités par Georges Perec dans Je me souviens.

## Palmarès

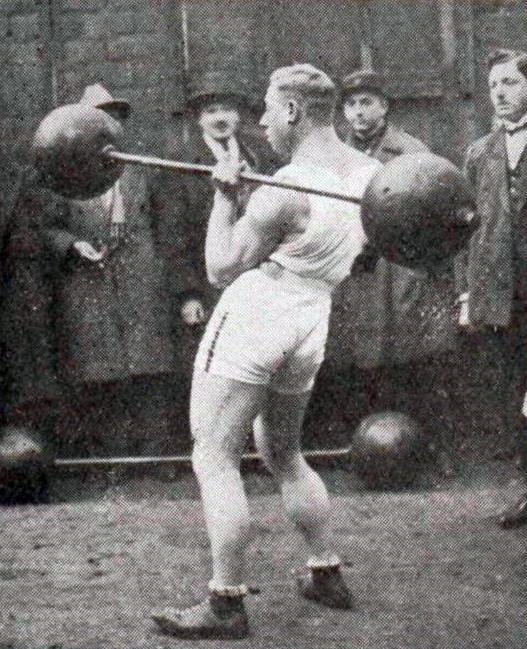
Charles Rigoulot en 1925 à l'épaulé, jeté à gauche.

- Champion olympique d'haltérophilie des mi-lourds en 1924 (avec 322,5 kg aux trois mouvements, et 502,5 kg aux cinq mouvements)
- Champion de France mi-lourds en 1923
- Vice-champion de France mi-lourds en 1924
- Champion de la ville de Paris en 1923 (gymnase de la Bidassoa)
- Vainqueur du Bol d'or automobile de Montlhéry en 1937 sur Chenard et Walcker. Il courut également les 24 Heures du Mans durant la même année
- 111 records du monde de force (affirmait-on à l'époque), en poids et haltères entre autres :
- 56 records du monde d'haltérophilie proprement dite (sur onze mouvements), de 1920 à 1925 en amateurs, et de 1925 à 1931 en professionnels :
- Meilleures performances haltérophiles
  - Amateurs :
    - arraché du bras droit : 101 kg (1925)
    - arraché à deux bras : 126,5 kg (1925)
    - épaulé et jeté à deux bras : 161,5 kg (1930)

  - Professionnels :
    - arraché du bras droit : 116 kg (1930)
    - arraché du bras gauche : 100,5 kg (1929)
    - arraché à deux bras : 143 kg (1931)
    - épaulé et jeté à deux bras : 182,5 kg (1929)
- Capable de courir le 100 mètres en 11 s 6
- Capable de sauter en hauteur sans élan 1,48 m

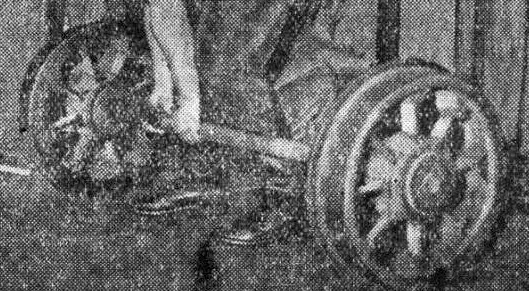
L'essieu d'Apollon.

- Le seul homme au monde à pouvoir soulever le fameux essieu d'Apollon de 166,5 kg, jusqu'en 1950[4] (particulièrement difficile à saisir des deux mains, car constitué d'une imposante barre de cinq centimètres de diamètre aux extrémités de laquelle deux roues de wagons étaient soudées)

## Filmographie
- 1935 : Un soir de bombe de Maurice Cammage
- 1935: Paris mes amours de Lucien Blondeau
- 1944 : L'aventure est au coin de la rue de Jacques Daniel-Norman : Gros Marcel
- 1953 : Cent francs par seconde de Jean Boyer : son propre rôle, en donneur de coup de polochon
- 1953 : Sur deux roues, court métrage de René Lucot : son propre rôle
- 1956 : À la manière de Sherlock Holmes d'Henri Lepage : l'inspecteur Barbier

## Théâtre
- 1950 : M’sieur Nanar, opérette de Jean-Jacques Vital, Pierre Ferrari et André Hornez, musique Bruno Coquatrix, mise en scène Fred Pasquali, Théâtre de l'Étoile.